# Каинан (син Арфаксадов)
Каинан је према Лукином Јеванђељу био син Арфаксадов, унук Семов, а праунук Нојев, док се у Библији не спомиње. Његов син је према Јеванђељу био Салин.
Исус је започео своју службу у 30 години и сматрали су да је потомак Јосифов, Исаков, Аврамов, Тарин, Нахоров, Серухов, Рагавов, Фелеков, Салинов, Каинанов, Семов и Нојев.(Лук. 3:23, Лук. 3:34-36).